# Château de Blanquefort
Pour les articles homonymes, voir Blanquefort.
Ne doit pas être confondu avec Château de Blanquefort-sur-Briolance.
Le château de Blanquefort est une forteresse médiévale érigée entre le XIe et le XVe siècle sur la commune de Blanquefort dans le département de la Gironde en France, et aujourd'hui en ruine.

« Le château de Blanquefort a été considéré jusqu'au temps de la Fronde comme l'une des places de guerre les plus importantes de Guienne. Maintenant il est l'une des plus belles ruines. »

— Léo Drouyn

## Localisation
Le château est situé à 1 km au sud de Blanquefort, dans le département français de la Gironde. Il a été bâti à l'origine sur un îlot rocheux au sein d'un marais et participait à la défense de Bordeaux.

## Historique

### Préhistoire et antiquité
Les fouilles menées sur le site de la forteresse de Blanquefort ont révélé la présence humaine dès l'âge du bronze (vers XIIe siècle av. J.-C.). Des tessons de céramiques protohistoriques y ont été mis au jour, ainsi qu'à proximité de la Jalle de Blanquefort, la rivière qui coule à proximité et se jette quelques kilomètres plus loin dans la Garonne, en aval de Bordeaux.
La présence romaine est elle aussi attestée par de nombreuses tegulae (tuiles romaines plates) dans les fondations de la forteresse et par la découverte de deux monnaies d'époque romaine à l'effigie de Constantin le Grand.
Le site castral est un îlot rocheux naturel formé de mollasse, seul émergeant de large plaine marécageuse où serpente la Jalle de Blanquefort : il est probable que les Gallo-Romains ont bâti à cet emplacement une modeste construction, péage ou tour de garde, afin de contrôler la voie romaine reliant Bordeaux à Noviomagus dans le Médoc.

### Le château seigneurial duXIesiècle

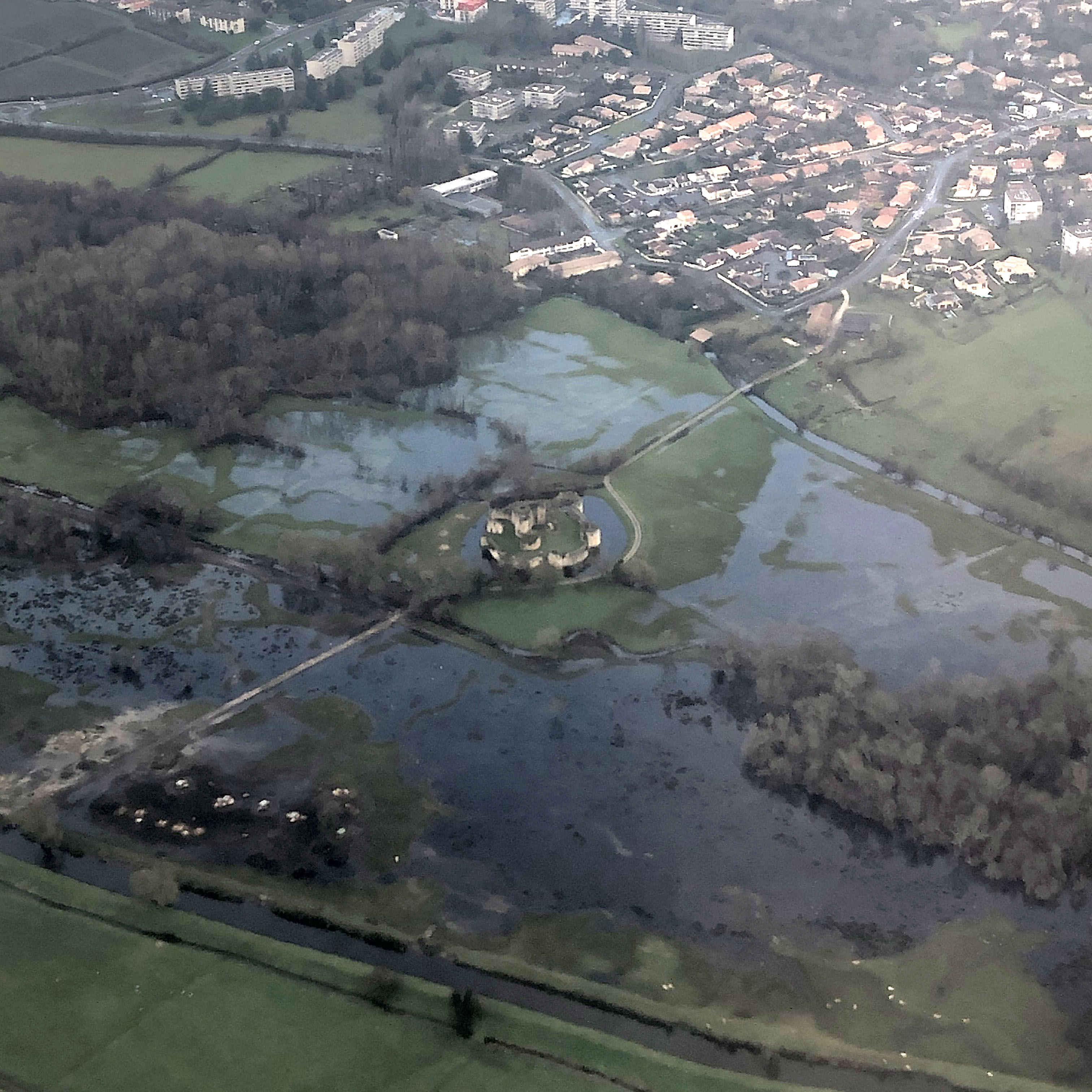
Vue aérienne en période d'inondation de la Jalle (décembre 2019).

Le château apparaît dans les textes au début du XIe siècle, ce qui en fait le plus ancien château fort en pierre attesté en Gironde : ainsi, un certain Akelmus Willelm Affurt est dit « second seigneur de Blanquefort » dans une charte de 1028-1032, et la forteresse est citée dans le cartulaire de l'abbaye de La Sauve-Majeure en 1078-1080. De fait, c'est bien au XIe siècle qu'un donjon de pierre de plan rectangulaire est construit, partie la plus ancienne du château.
Son nom — et par extension celui de la commune — provient de « Blanqua fortis », le « fort blanc », probablement en référence à la blancheur du calcaire de ses murailles au milieu des marécages, à une époque où même les églises étaient encore en bois.
Le château fort seigneurial contrôle la route du Médoc, au nord de Bordeaux, axe de circulation majeur dans la région depuis l'époque romaine : il peut permettre à son détenteur de collecter et d'abriter les importantes taxes de tonlieu. C'est surtout pour tout pouvoir politique bordelais un verrou clé, en première ligne face à un ennemi éventuel venant du nord après un débarquement dans l'estuaire de la Gironde.
Au XIIIe siècle, la famille de Blanquefort était l'une des plus puissantes de Guyenne et son immense seigneurie s'étendait de la Garonne à l'océan Atlantique et au bassin d'Arcachon.

### Une possession Plantagenêt
La famille s'éteint vers 1250, faute de descendance. Henri III puis Édouard Ier, rois d'Angleterre et ducs d'Aquitaine, font l'acquisition du château et des terres par deux achats en 1254 et 1270 auprès d'Adélaïde de Blanquefort et de son époux Bernard de Trancaléon. Ils cherchent à contrôler l'accès fluvial à leur capitale régionale.
Le Prince noir, Édouard de Woodstock, fils du roi Anglais et chargé de commander l'Aquitaine au début de la guerre de Cent Ans, y séjourne. La forteresse est d'ailleurs parfois appelée localement « château du Prince Noir », comme plusieurs autres édifices médiévaux de la région.
Pour faire face à ses créances, Édouard II cède en juin 1308 la seigneurie de Blanquefort à Bertrand de Got, neveu du pape Clément V. Par héritage, elle revient en 1325 au seigneur de Duras, Aymeri de Durfort.
À son voisinage immédiat s’affrontent le jour de la Toussaint de 1450 plusieurs milliers de combattants français et anglais dans une bataille qui restera connue sous le nom de Male Jornade, mais les tenants des lieux ne semblent pas y participer.
Le château est encore entre les mains de Gaillard de Durfort, vassal des Anglais, un mois avant que Bordeaux ne tombe le 19 octobre 1453. Antoine de Chabannes, comte de Dammartin reçoit alors la forteresse en donation.

### L'abandon du château

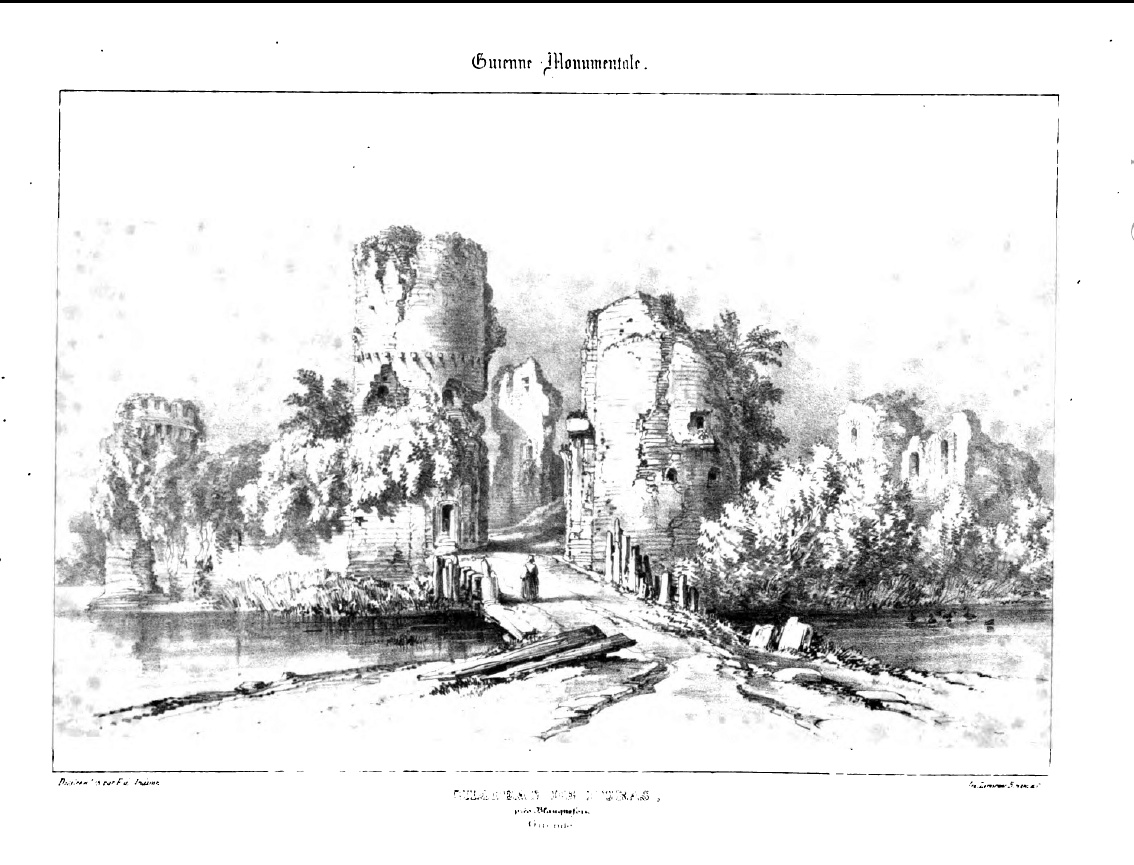
Le château en 1842.

Le château est rendu en 1476 à Gaillard de Durfort après que celui-ci ai prêté serment de fidélité à la couronne de France. La famille le conserve jusqu'à la Révolution française, mais ne l'utilise plus comme lieu de résidence à partir du XVIIe siècle. La forteresse connaît ses derniers combats durant les guerres de religion, les Durfort-Duras ayant embrassé la foi protestante. Après la Fronde, à laquelle ses seigneurs ont été mêlés, le crénelage est rasé sur ordre du cardinal Mazarin, premier ministre du jeune Louis XIV. L'assèchement des marais à cette époque supprime la principale défense naturelle du château qui, à l'époque des citadelles de Vauban, semble obsolète. Le château est abandonné après un incendie dans la deuxième moitié du XVIIe siècle.
À la Révolution, la forteresse est confisquée comme bien national avant d'être vendue à un entrepreneur qui l'exploite comme carrière de pierres. D'où son actuel état de ruines.

## Description
Le premier château construit au XIe siècle est un solide donjon roman de style normand, de forme rectangulaire (18 × 11 mètres), en moellons de petite taille dont certains pans subsistent. Une palissade en bois l'entoure. Des douves sont probablement creusées.

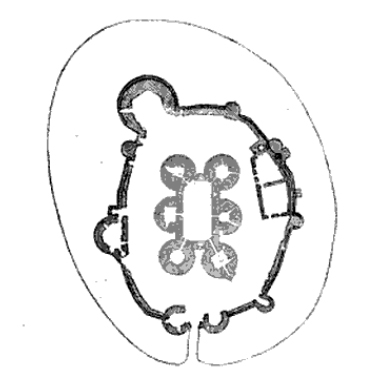
Plan du château de Blanquefort au XIIIe siècle.

À la fin du XIIIe siècle, les rois-ducs entreprennent une campagne d'agrandissement qui transforme le modeste château seigneurial en forteresse royale anglaise. Le donjon double de superficie par le flanquement de six tours circulaires formant une terrasse sommitale. Une enceinte en pierre remplace la palissade de bois. La hauteur des tours ne dépassant pas celles des courtines crée ainsi un niveau de défense et de circulation continu. Devant le pont-levis, une petite barbacane contrôle la voie. C'est peut-être à cette époque que l'antique route romaine rectiligne est détournée pour contourner le château plutôt que de passer trop près du donjon. L'émergence rocheuse étant de taille modeste, deux petites salles souterraines sont creusées sous la cour du château pour servir de lieux de stockage. Au total, la forteresse de Blanquefort pouvait accueillir une vingtaine ou trentaine de soldats anglais en permanence ; s'y ajoutait la famille royale ou seigneuriale à l'occasion.
Après la guerre de Cent Ans, le roi de France Charles VII fait adapter le bâtiment à l'artillerie. L'ensemble sommital est entouré d'une enceinte pourvue de tours d'artillerie. Des canonnières sont ainsi creusées sur l'emplacement d'anciennes archères. D'autres modifications sont apportées, comme l'aménagement d'une tour en escalier avec une entrée monumentale remplaçant l'ancien accès médiéval dérobé aux regards. Cette entrée est surmontée d'un gâble qui portait, jusqu'à ce qu'elles soient martelées à la Révolution, les armes des Durfort-Duras.

## L'intérêt archéologique du site
La forteresse de Blanquefort présente un intérêt archéologique certain. C'est l'un des premiers monuments médiévaux français à avoir été classé monument historique, en 1862, sur recommandation de Prosper Mérimée.
Le premier chantier archéologique est ouvert en 1962. Cinq campagnes, menées entre 1966 et 1975, complétées par des travaux réguliers de sauvegarde et de restauration ont révélé un important mobilier archéologique :
- des céramiques : d'époque protohistorique jusqu'à nos jours (une maison d'origine médiévale a été réhabilitée vers 1900 pour y héberger des métayers) ;
- des verres : éléments de luxe, souvent colorés, qui expriment la richesse des occupants ;
- des éléments de la vie militaires : boulets d'artillerie de jet par dizaines, de canon, armes diverses ;
- des éléments de la vie quotidienne : aiguilles en os, bagues en or, fusaïoles… ;
- des monnaies : plusieurs dizaines de monnaies du Bas-Empire à Louis XIV en passant par Aliénor d'Aquitaine, des monnaies d'Espagne, de France, d'Angleterre, d'Allemagne ;
- des éléments architecturaux : en particulier une collection exceptionnelle de carreaux de pavements du XIVe siècle, l'une des plus riches de France[13].

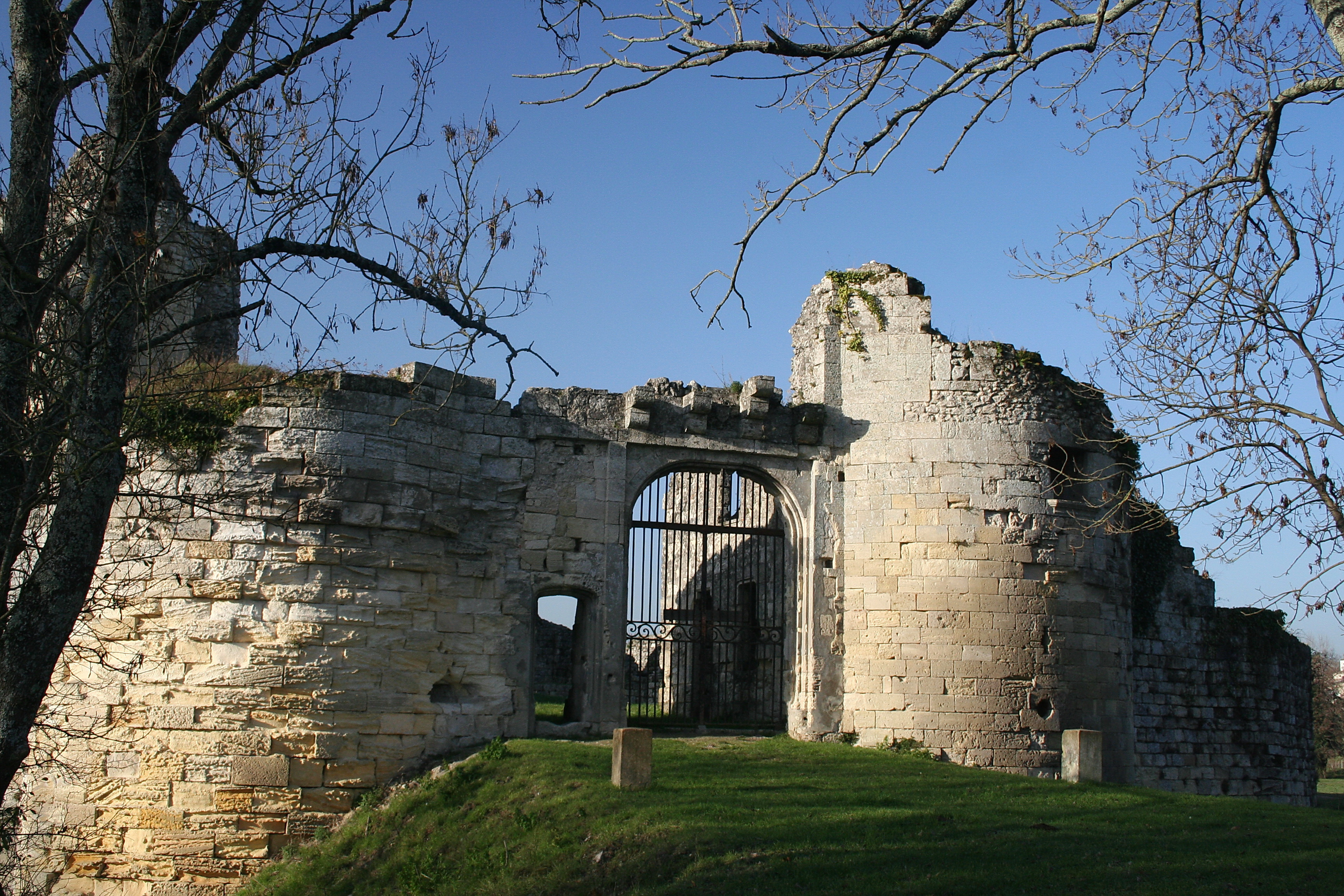
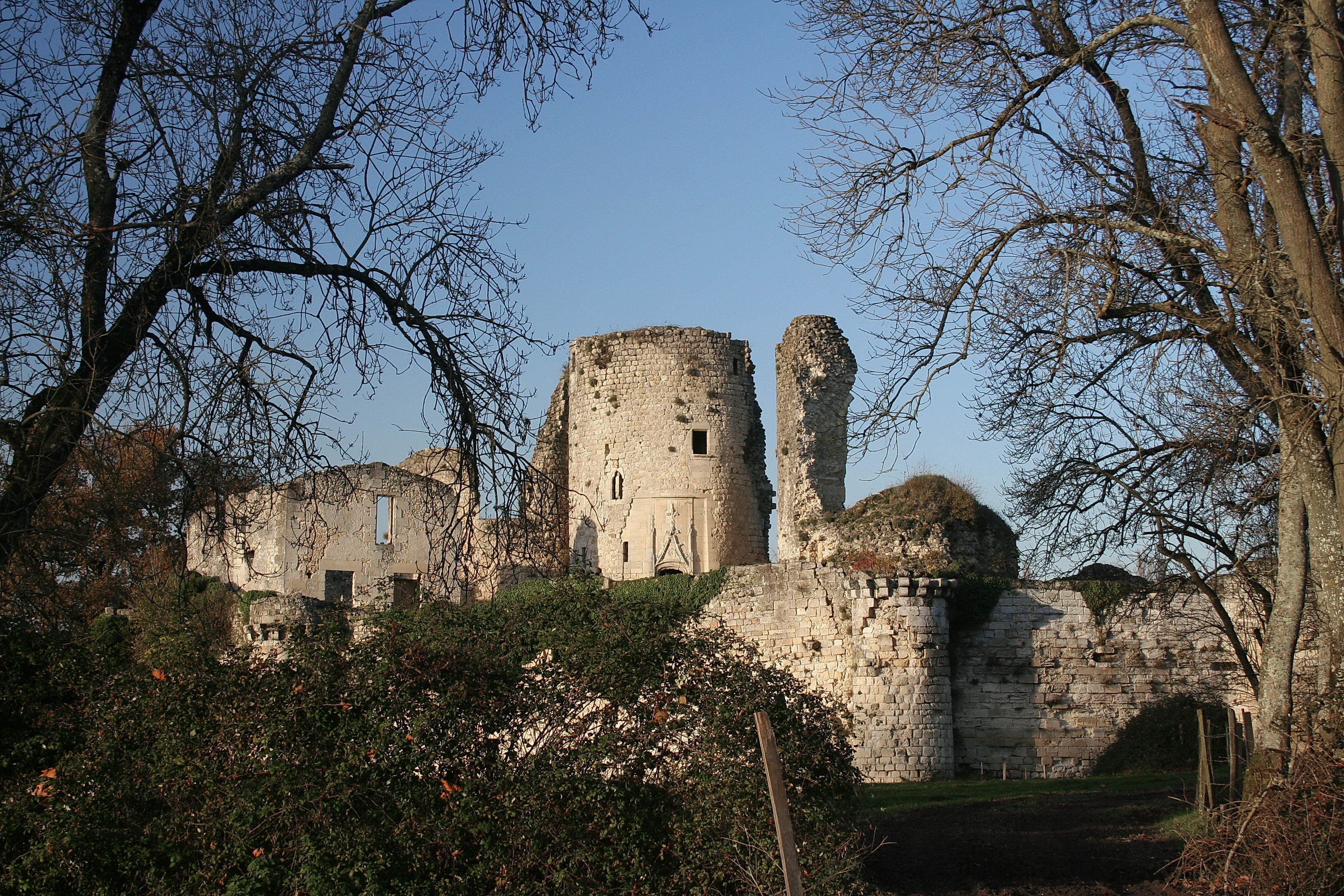
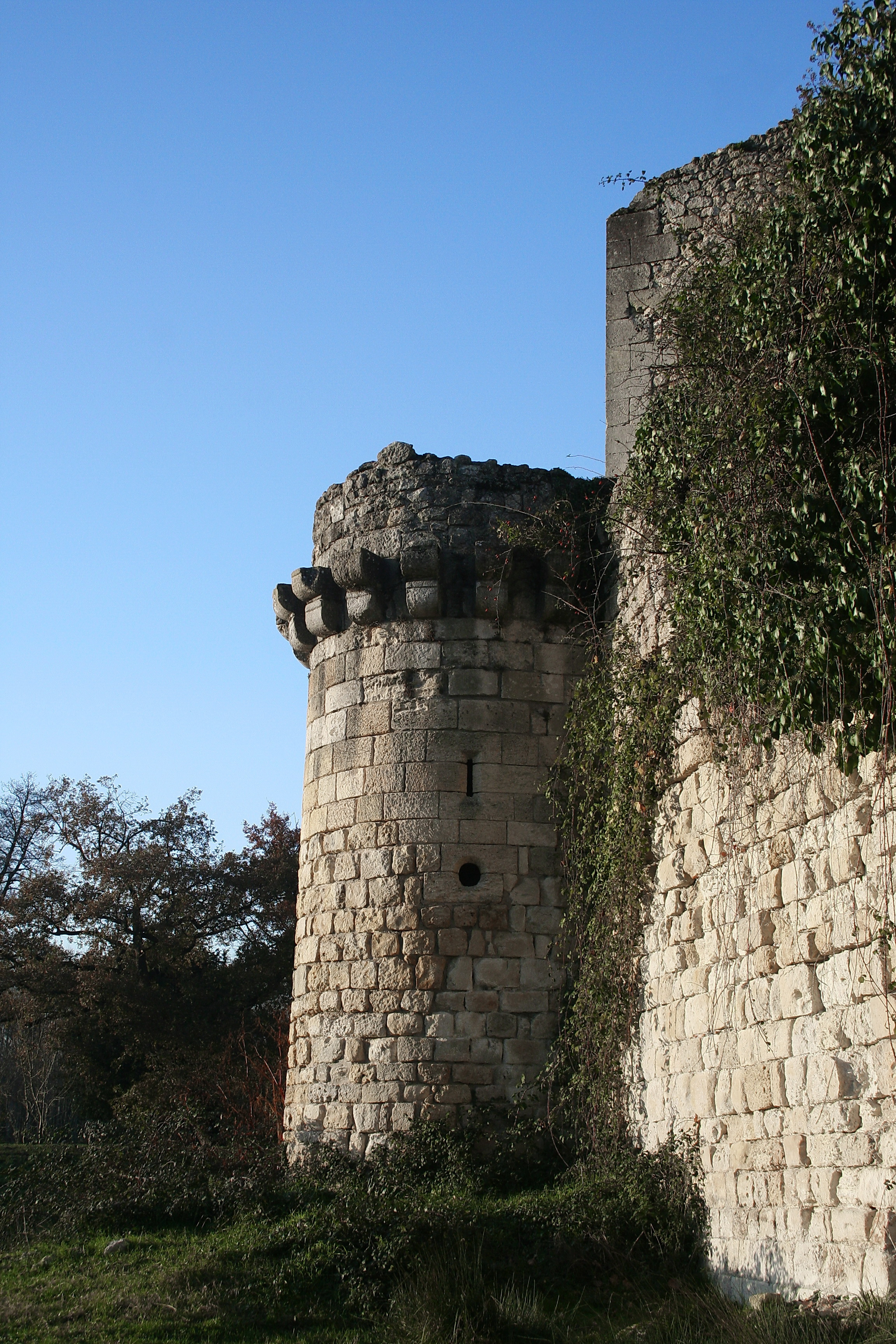
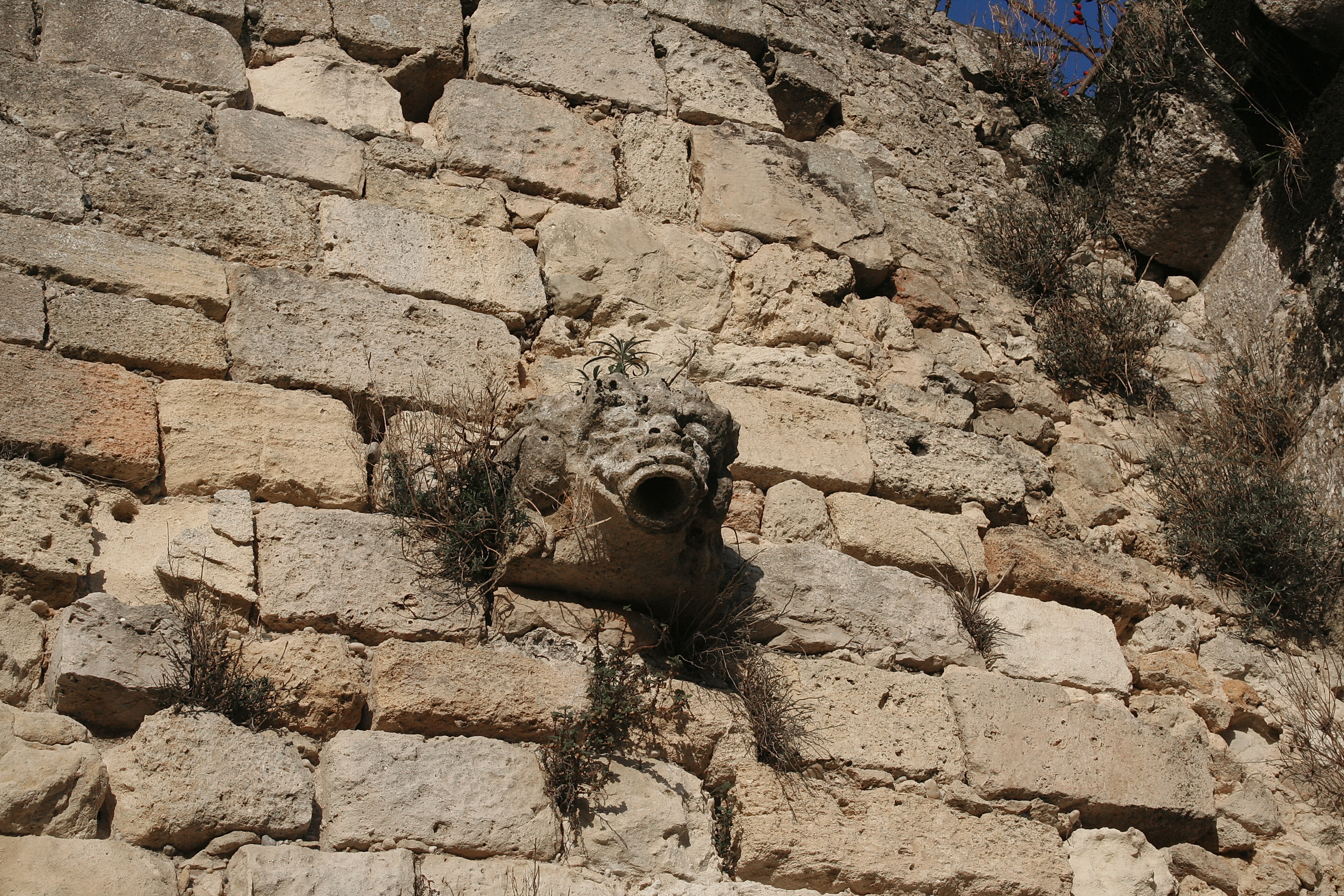
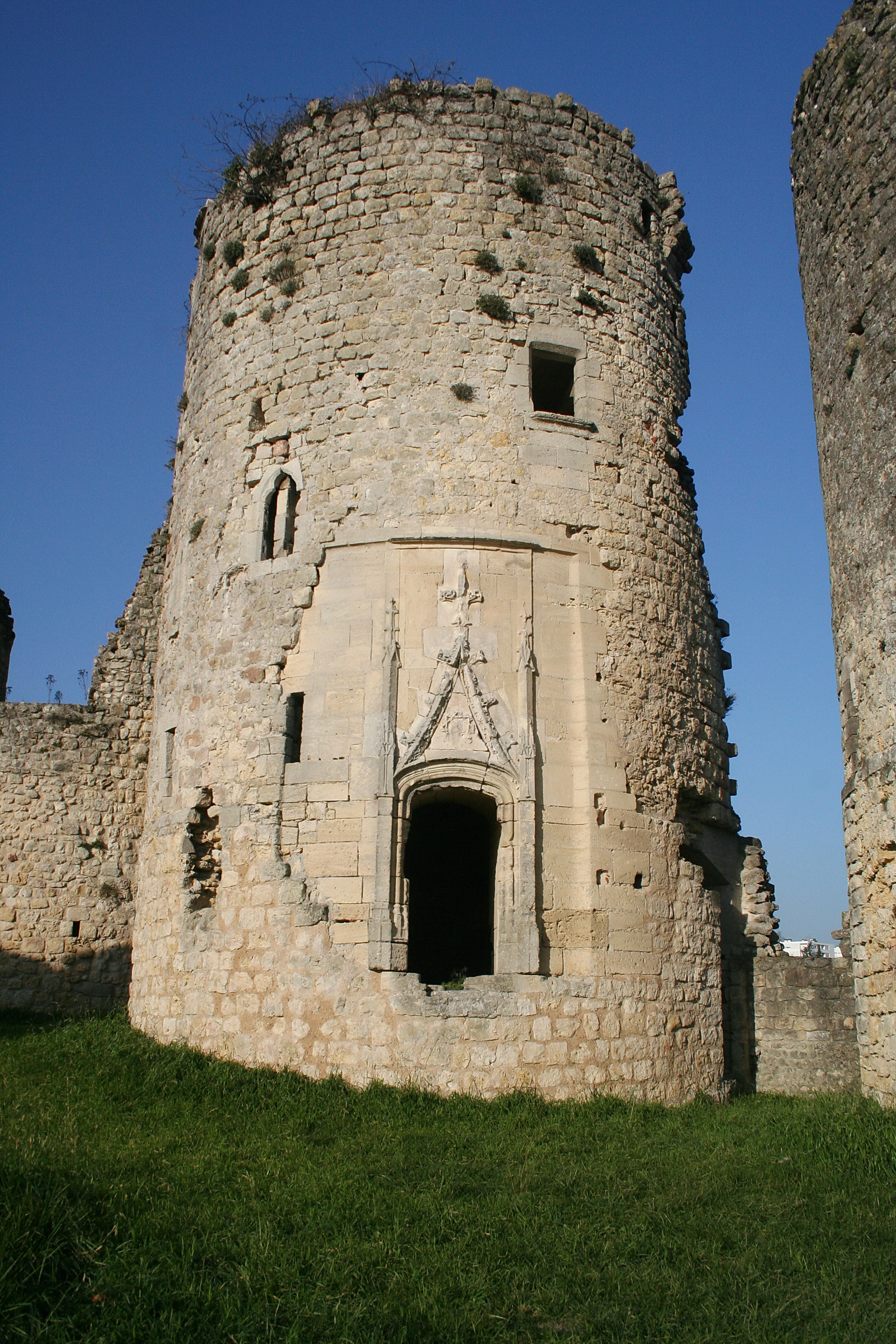
Entrée surmontée d'un gâble.
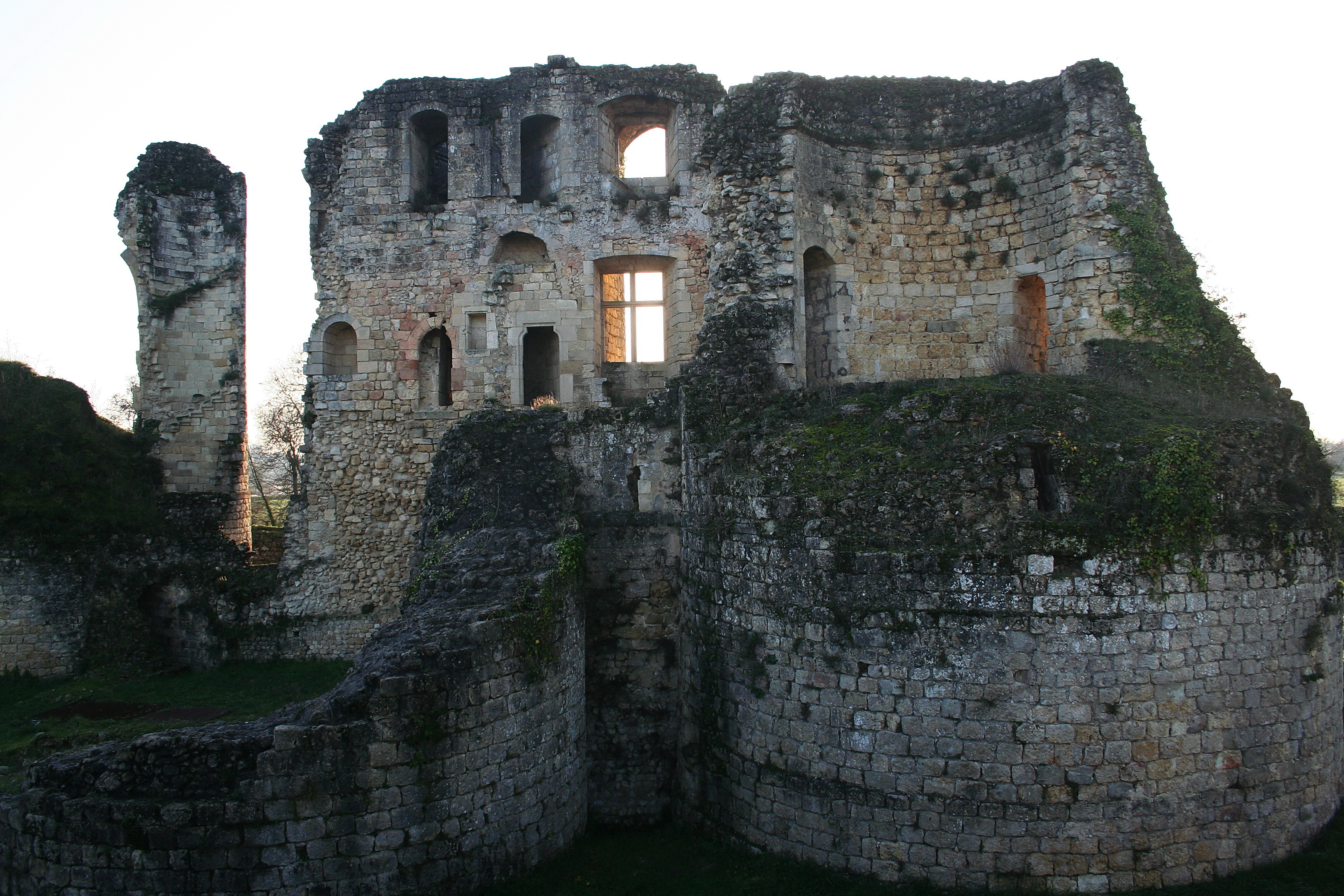
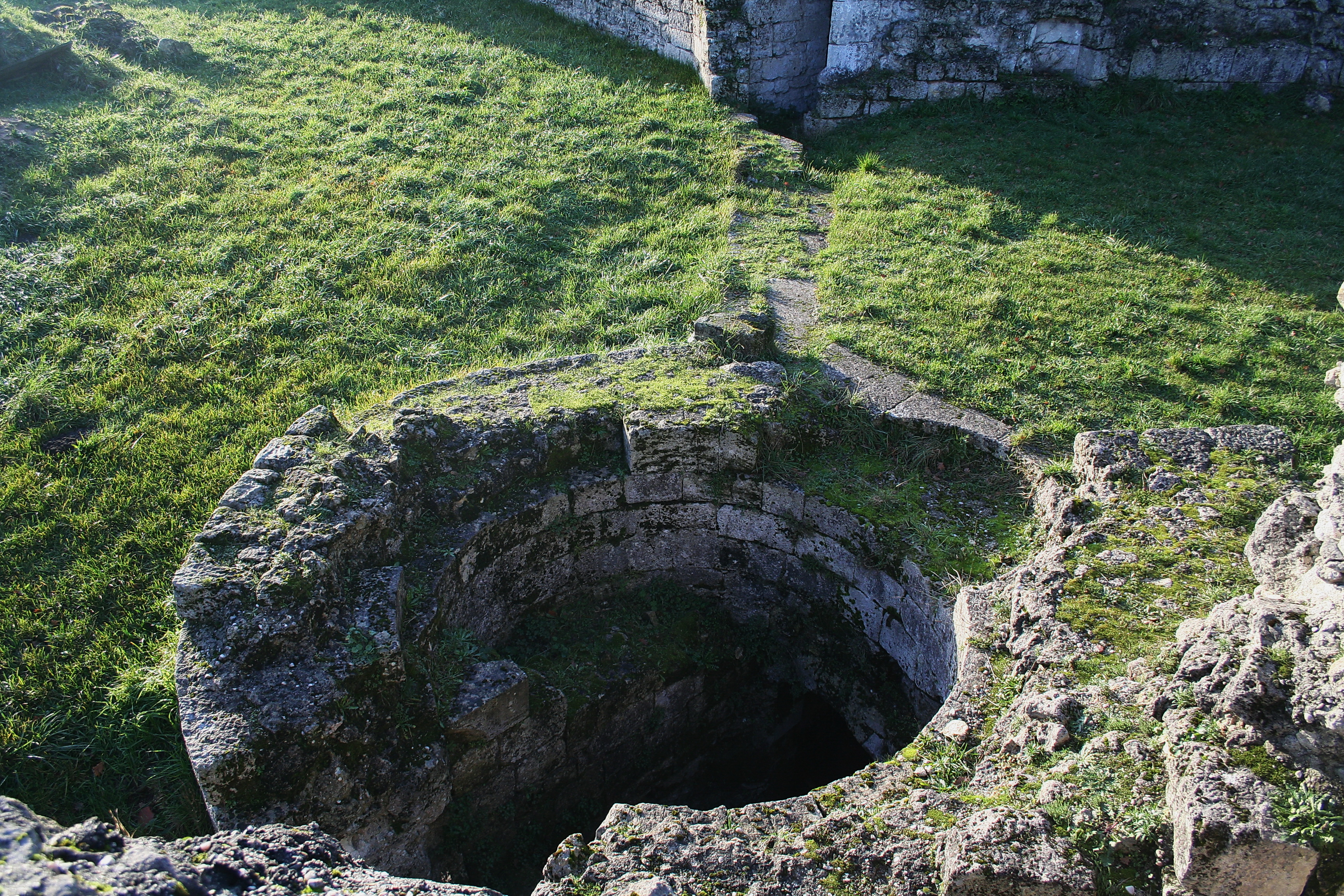
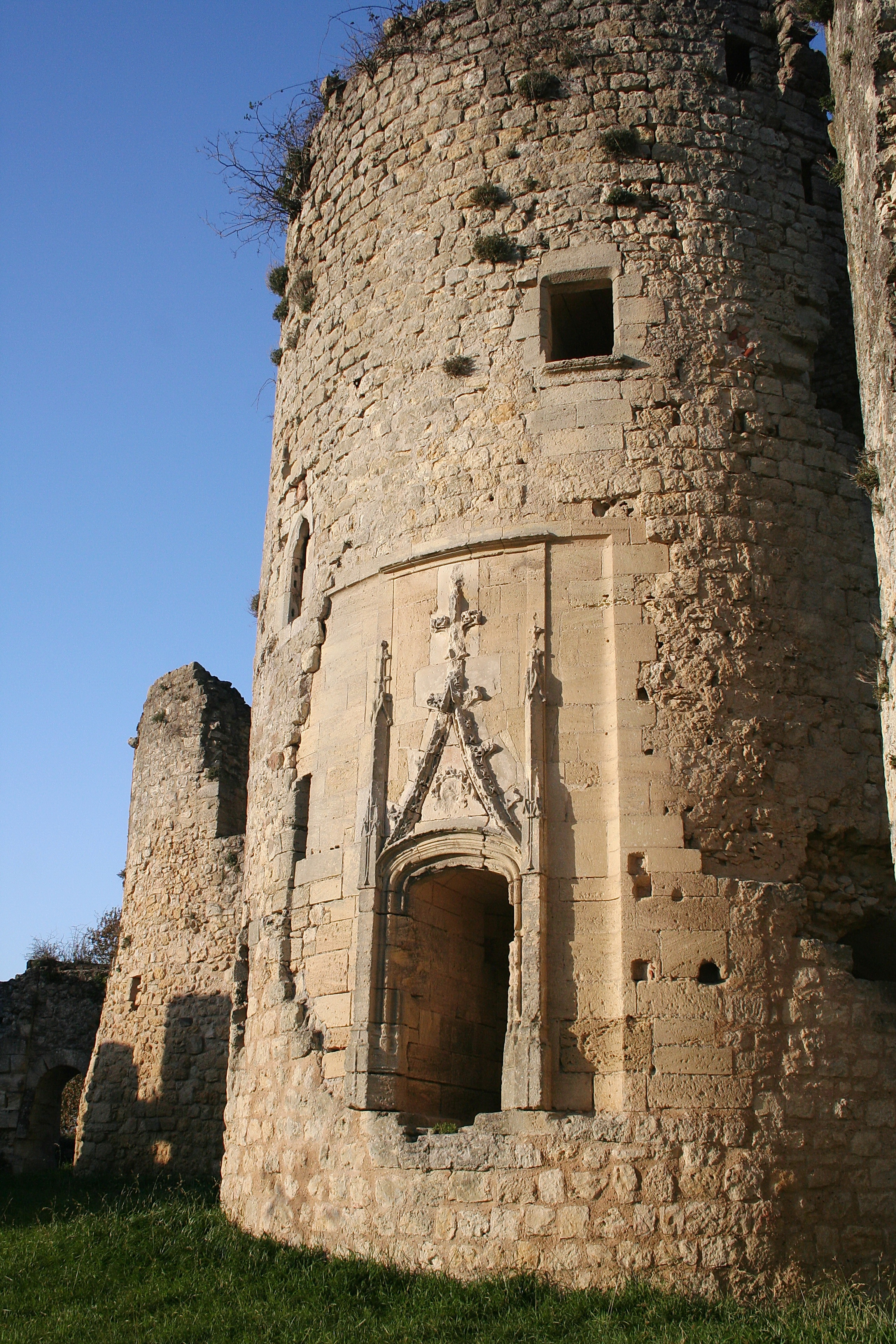
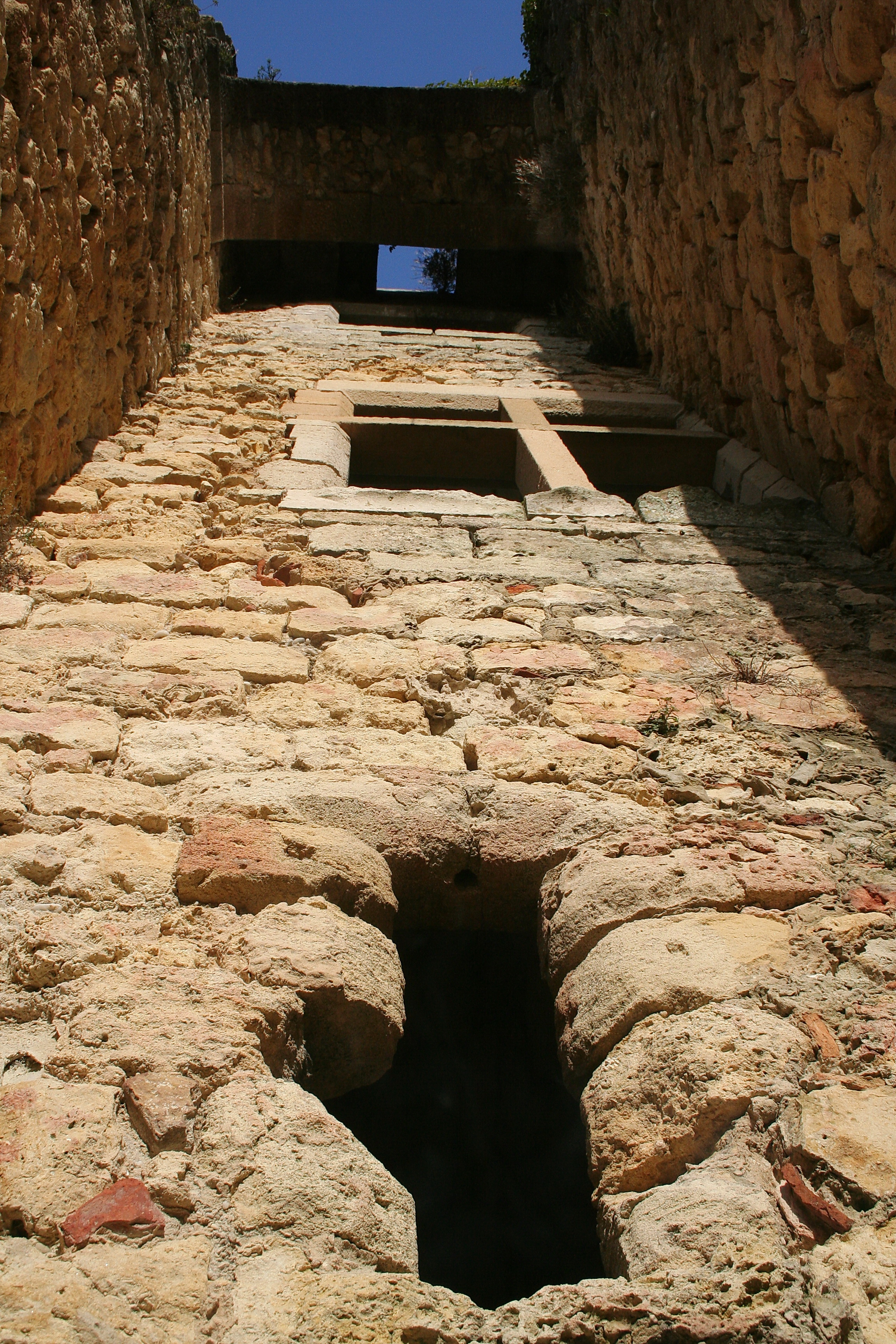